# Lorenz Deutsch

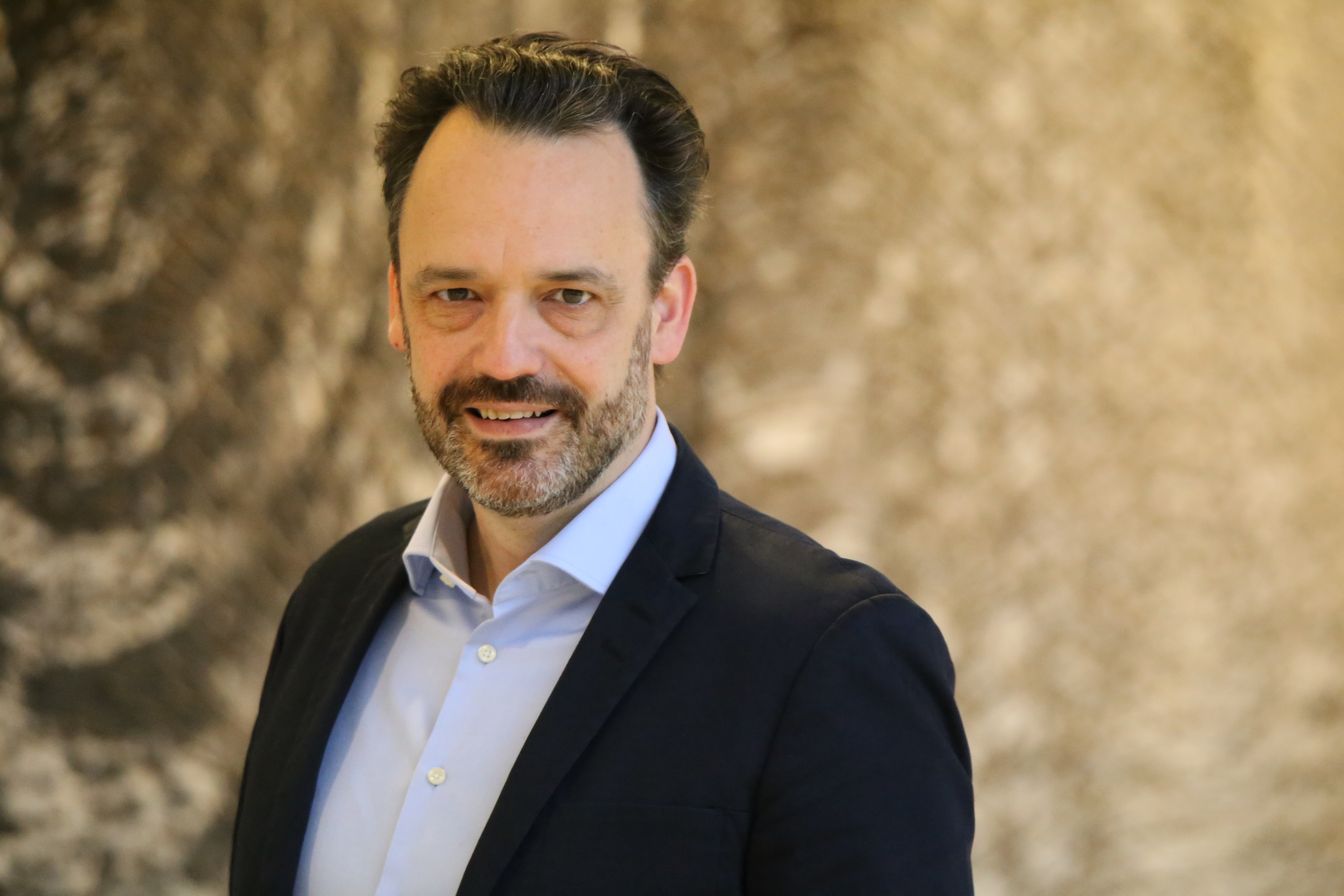
Lorenz Deutsch (2017)

Lorenz Deutsch (* 25. Juli 1969 in Köln) ist ein deutscher Politiker (FDP). Von Oktober 2017 bis Mai 2022 war er Abgeordneter im Landtag Nordrhein-Westfalen.

## Ausbildung und Beruf
Lorenz Deutsch hat Germanistik, Philosophie und Politikwissenschaft an der Universität zu Köln studiert, wo er nach dem Studium von 1998 bis 2011 als Assistent am Institut für deutsche Sprache und Literatur gearbeitet hat. Von 2011 bis März 2023 war er Dozent für Altgermanistik an der Universität Düsseldorf. Seit 2023 ist er Leiter der Theodor-Heuss-Akademie.

## Politische Laufbahn
Mitglied der FDP wurde Lorenz Deutsch im Jahr 1997. Seit 2011 ist er Mitglied im Kreisvorstand der Kölner FDP, seit 2013 war er deren stellvertretender Vorsitzender. Am 19. November 2017 wurde er als Nachfolger von Yvonne Gebauer zum Kreisvorsitzenden der FDP Köln gewählt. Im Mai 2025 würde er von Maria Westphal abgelöst.
Er sitzt seit 2004 als Sachkundiger Einwohner im Kulturausschuss des Rates der Stadt Köln. Von 2009 bis 2014 war er Mitglied der Bezirksvertretung Köln-Innenstadt.

## Abgeordneter
Bei der Landtagswahl in Nordrhein-Westfalen am 14. Mai 2017 kandidierte er für die FDP im Wahlkreis 13 – Köln I (Stadtbezirk Rodenkirchen sowie die Stadtteile Altstadt/Süd und Neustadt/Süd aus dem Stadtgebiet Innenstadt), verfehlte jedoch zunächst den Einzug in den Landtag. Er stand bei der Landtagswahl am 14. Mai 2017 auf Platz 30 der FDP-Landesliste. Am 11. Oktober 2017 zog er als Nachrücker für den Abgeordneten Christian Lindner, der in den Bundestag wechselte, in den Landtag Nordrhein-Westfalen ein. Nach der Landtagswahl 2022 schied er aus dem Landtag aus.
2020 löste er als kulturpolitischer Sprecher der FDP-Landtagsfraktion, der er von 2017 bis 2022 war, eine Kontroverse um die Ruhrtriennale aus, indem er Achille Mbembe, der als Eröffnungsredner vorgesehen war, Antisemitismus vorwarf.

## Ehrenamt und Mitgliedschaften
Seit 2017 ist Deutsch Mitglied der Kulturpolitischen Gesellschaft (Bonn). Er ist Mitglied im Kuratorium Haus der Geschichte Nordrhein-Westfalen. Des Weiteren ist er Mitglied im Kuratorium Gerhart-Hauptmann-Haus, Mitglied im Kuratorium der Kunststiftung.NRW, Beisitzer im Vorstand des Landesverbandes der Volkshochschulen von Nordrhein-Westfalen e.V., zweiter stellvertretender Vorsitzender im Vorstand der Gesellschaft der Freunde und Förderer des Landesblasorchesters NRW e.V. sowie Beisitzer im Vorstand der Fördergesellschaft der Landesmusikakademie NRW. In Köln engagiert Lorenz Deutsch sich als Schatzmeister der Jacques-Offenbach-Gesellschaft, die 2019 das Jacques-Offenbach-Jahr aus Anlass des 200. Geburtstags von Jacques Offenbach ausrichtete. Deutsch wurde am 6. Juni 2023 in der Nachfolge von Gerhart Baum für zwei Jahre zum Vorsitzenden des Kulturrats NRW gewählt.